# Epipedocera lugens
Epipedocera lugens är en skalbaggsart som beskrevs av Holzschuh 1990. Epipedocera lugens ingår i släktet Epipedocera och familjen långhorningar. Inga underarter finns listade i Catalogue of Life.